# Здравствена култура
Здравствена култура је скуп информација и знања, начина размишљања и деловања у вези са здрављем. Настала је као одраз друштвених прилика, а обухвата начин исхране, хигијенске навике, бригу за околину, телесну активност и здравствену заштиту. Добрим познавањем здравствене културу, становници неке територије још боље упознају друштво у коме живе и различите нивое његовог развоја, кроз који су прошли његови преци.
Промоција здравља и здравствене културе као глобална стратегија је системска и комплексна активност, пре свега државе чија јавна политика мора да препознаје значај здравствене културе јер је то област у којој је потребно дуготрајно деловање чији се ефекти виде тек за 3-5 година, од почетка деловања.

## Основни принципи
Са социолошке тачке гледишта, култура једног друштва укључује оба нематеријална добра аспекте (веровања, идеје, вредности, норме) који чине садржај те културе, као и материјални аспекти (предмети, симболи, архитектура и технологија) кроз који изражава садржај културе.
Као што ниједна култура не може постојати без друштво, тако ниједно друштво не може постојати без културе, јер је она  залиха информација и акумулираног знања, начини мишљења, осећања и деловања који доминирају у одређеној друштвеној заједници и које одређена друштвена група преноси на своје потомке.
Све наведено може се пренети на широку област здравствене културе: као залиха информација и акумулираног знања, начини размишљања, осећања и деловања везаних за здравље и различите облике здравственог понашање.  Према томе здравствена култура је део опште и елементарне друштвене надградње која у себи садржи бројне елементе који су од значаја и утицаја на телесно и друштвено здравље човека, па се може рећи да се она заснива на следећим темељним принципима:
- да је култура део целокупног друштвеног наслеђе неке групе људи, или научених образаца мишљења, осећаја и деловања неке групе, заједнице или друштва.
- да постоји велика уплетености здравље и култура у стварности, које су у сталном динамичком систему, у коме здравље и култура међусобно утичу једна на другу.[7]
- да здрави људи граде здраво друштво, а здраво друштво доприноси здрављу људи који га живе.
- да здравствена култура подразумева и целокупну бригу за здрав живот
- да унапређења здравствене културе друштва, кроз здравствено васпитање захтева медицинску, психолошку и педагошку стручну делатност свих здравствених радника.
- да се процесом едукације одбацују старе навике и схватања, а изграђују  нови ставови о здрављу и значају здравља на подизању здравствене културе на научним медицинским (медицинскопсихолошким) принципима.

## Елементи здравствене културе
Главни елементи који чине здравствену културу су:
- Ниво опште културе.
- Социјално економски услови живота и рада.
- Друштвени систем и друштвене норме.
- Прихваћеност система вредности у заједници.
- Писменост и образовање.
- Систем здравствене заштите.

## Социјолошки фактори
Најважнији социолошки фактори који утичу на здравствену културу су: 
- Навике, као научени облик понашања,  стечене током развоја личности, у различитим сферама живота појединца
- Обичаји, као правило настало дуготрајним понављањем у друштву. Они су традицијом установљен начин понашања који је карактеристичан за све припаднике једне етничке заједнице или културе.
- Традиција
- Ставови
- Вредности
- Предрасуде
- Празноверје